# Roman Ignatowski
Roman Ignatowski (ur. 1805, zm. 2 kwietnia 1889 w Warszawie) – polski lekarz, pionier balneologii, uczestnik powstania listopadowego.

## Życiorys
Urodził się w 1805 w okolicach Lublina w niezamożnej rodzinie Wojciecha i Marianny z Dziewulskich. W Lublinie ukończył szkołę elementarną oraz średnią i w 1825 przybył do Warszawy gdzie zapisał się na wydział lekarski Królewskiego Uniwersytetu. W 1830 ukończył studia, uzyskał absolutorium i przyłączył się do powstania w ramach służby medycznej. W grudniu 1830 służył w pułku jazdy Krakowskiej jako lekarz sztabowy. Za męstwo otrzymał Złoty Krzyż Virtuti Militari.
Wraz z generałem Rybińskim w październiku 1831 przeszedł do Prus. Po upadku powstania powrócił do Warszawy, złożył końcowy egzamin i uzyskał dyplom doktora medycyny.
W 1839 prowadził praktykę lekarską w Lipnie. W tym samym roku wraz z dr Karolem Reinhardtem (radcą dworu i pomocnikiem głównego inspektora służby zdrowia Królestwa Polskiego) przedstawili projekt urządzenie zakładu wód mineralnych w Ciechocinku. 
W 1841 został uruchomiony zakład leczniczy i Roman Ignatowski, który zamieszkał Ciechocinku, został lekarzem przy warzelniach oraz lekarzem zdrojowym.
Rozbudowa ciechocińskich zakładów leczniczych dokonana w 1842, 1849 oraz w 1870 była z wniosku dr Ignatowskiego. Od 1851 był lekarzem szpitala Św. Tadeusza w Ciechocinku. Doktor Ignatowski dbał nie tylko o zdrowie fizyczne przyjeżdżających ale aktywnie uczestniczył w organizacji życia kulturalnego w mieście. To dzięki jego znacznemu zaangażowaniu powstał Teatr Letni. W 1873 został prezesem Rady Lekarskiej przy Zarządzie Wód Mineralnych. Był autorem publikacji przedstawiających wyniki swoich badań o wpływie słonych wód mineralnych na zdrowie i sposobach zastosowania lekarskiego.
Zasłużonemu lekarzowi zwanemu "Księciem na Ciechocinku" wystawiono w 1987 pomnik.
Żonaty z Zofią z d. Kowalską, mieli jednego syna Stanisława. Zmarł 2 kwietnia 1889 w Warszawie.